# Шкан (Юкатан)
Шкан (исп. X-Can) — посёлок в Мексике, штат Юкатан, входит в состав муниципалитета Чемаш. Численность населения, по данным переписи 2010 года, составила 5191 человек.

## Общие сведения
Название X-Can с майяского языка можно перевести как место змей.
Поселение было основано в доиспанский период, а первое упоминание относится к 1557 году , когда была основана церковь Непорочного зачатия.
Шкан расположен в восточной части штата, на границе со штатом Кинтана-Роо, на расстоянии приблизительно 34 км к северо-востоку от посёлка Чемаш, и 57 км к востоку от города Вальядолид, абсолютная высота — 27 метров над уровнем моря.